# Grafarholt og Úlfarsárdalur
Grafarholt og Úlfarsárdalur oder auch Úlfarsfell (isländische Aussprache: [ˈkraːvarˌhɔl̥t ɔɣ ˈulvar̥ˌsauːrˌdaːlʏr̥]) ist ein Stadtbezirk der isländischen Stadt Reykjavík, der Hauptstadt von Island, und bildet einen Teil des östlichen Gebiets der Hauptstadtregion.

## Geografie und Einwohner
Der Stadtbezirk liegt im östlichen Teil der Stadt. Er hat eine Fläche von 22,5 km². Davon sind rund 3,1 km² besiedelt. Die restlichen 19,4 km² sind Naturfläche und nicht besiedelt. Dies ergibt im Gesamten eine Einwohnerdichte von 274 Einwohnern pro km².

### Entwicklung und Demografie
Der Stadtteil entwickelte sich stark seit den 1980er Jahren. Damit ist es ein sehr junges Gebiet im Höfuðborgarsvæði, der Region um Reykjavík. Die Einwohner sind jünger als im Landesdurchschnitt. Auch die Zahl der Kinder zwischen 0 und 12 Jahren ist höher als im Rest des Landes.

## Galerie

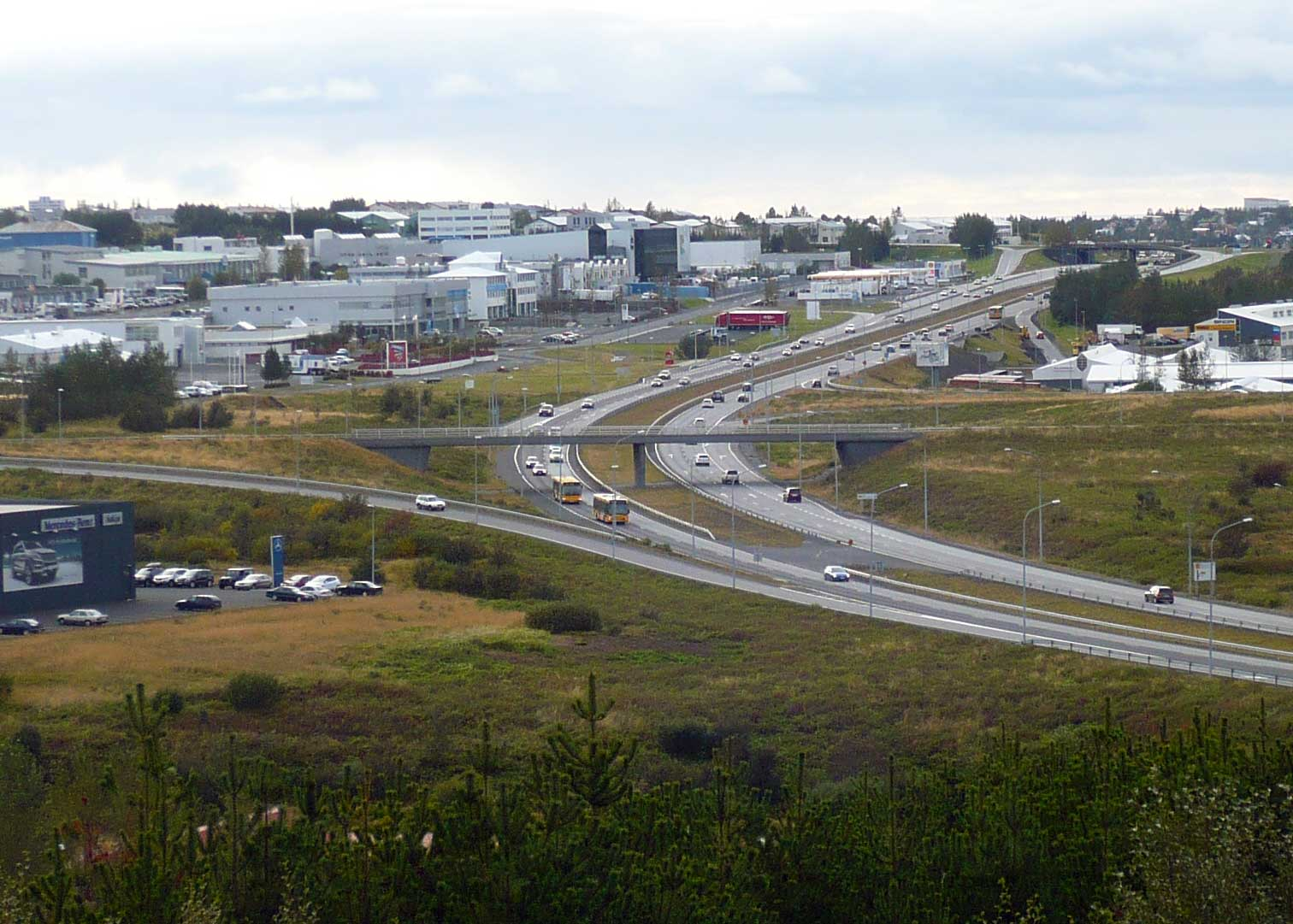
Straße
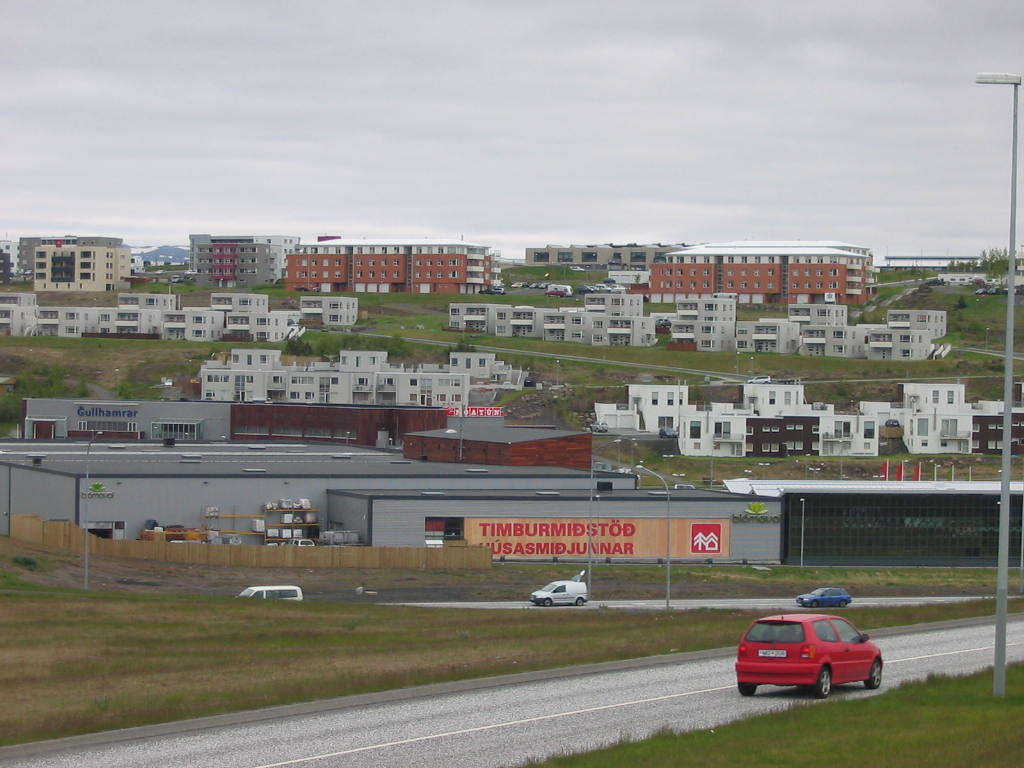
Wohngebiet mit Laden
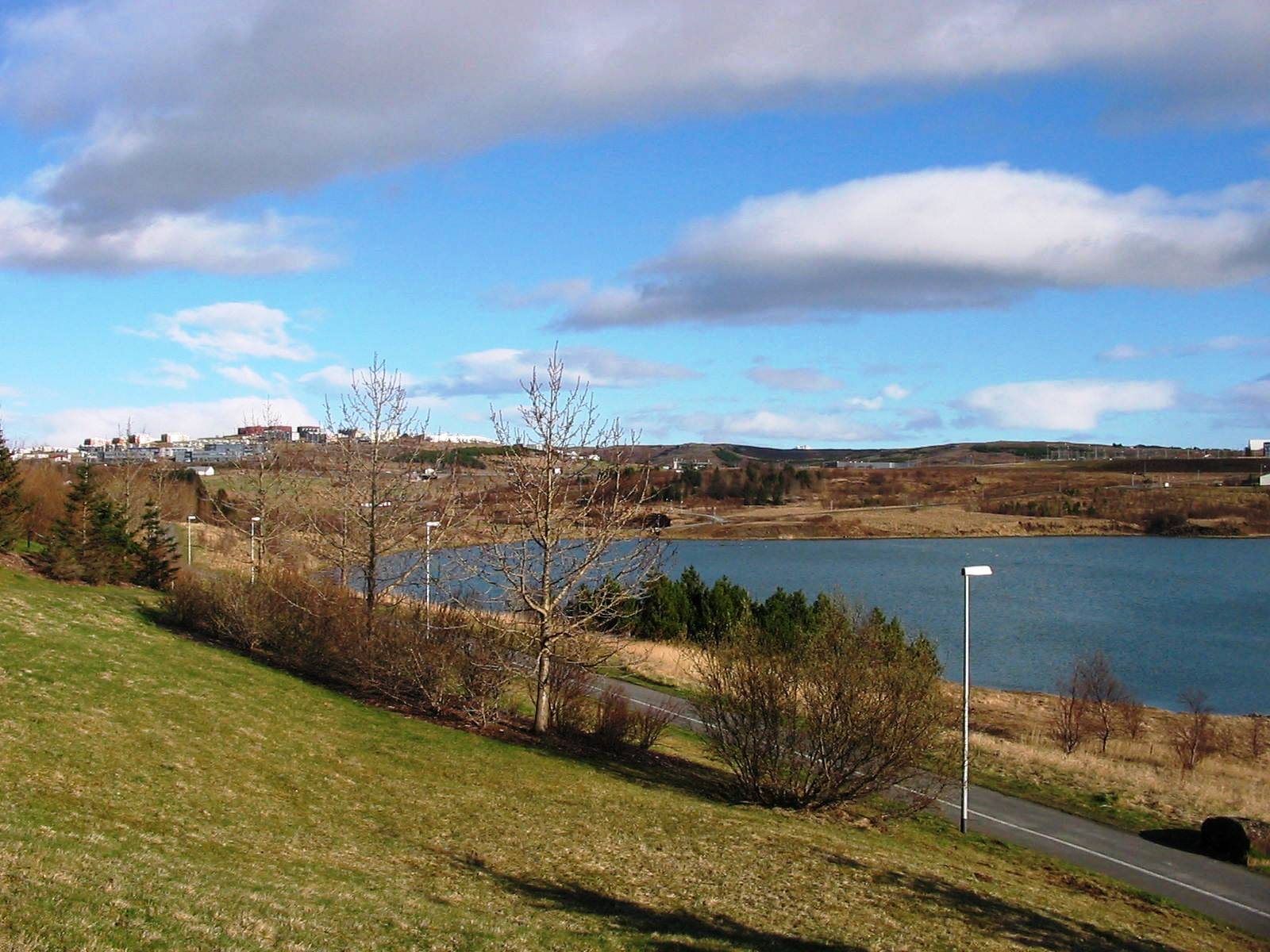
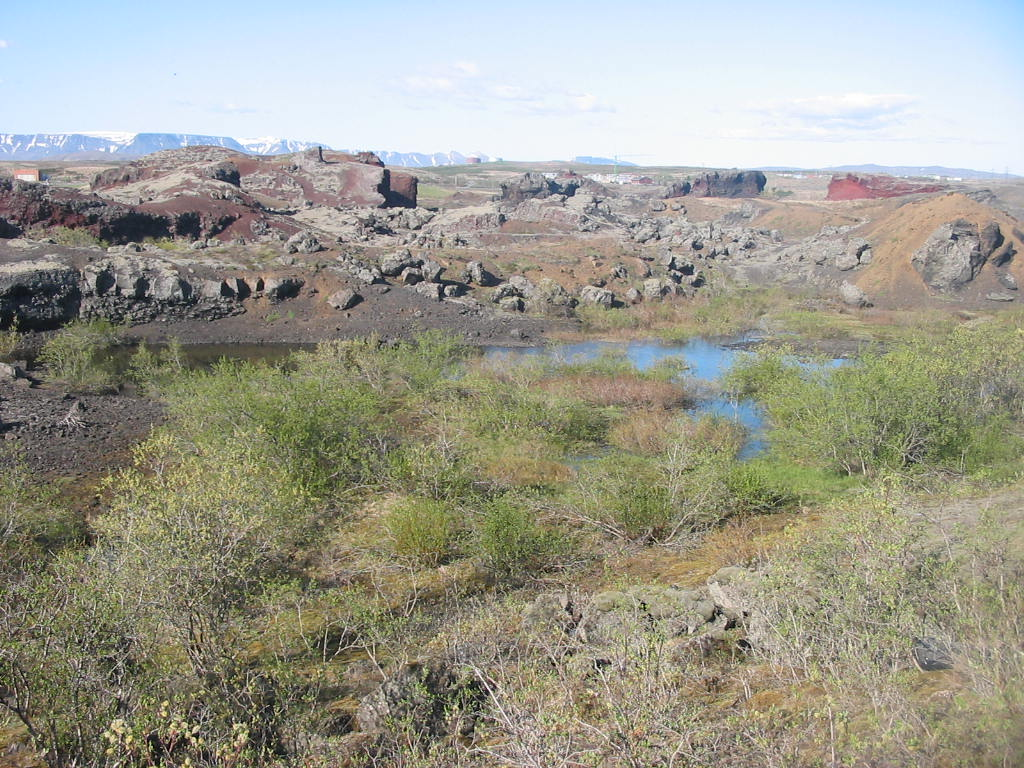
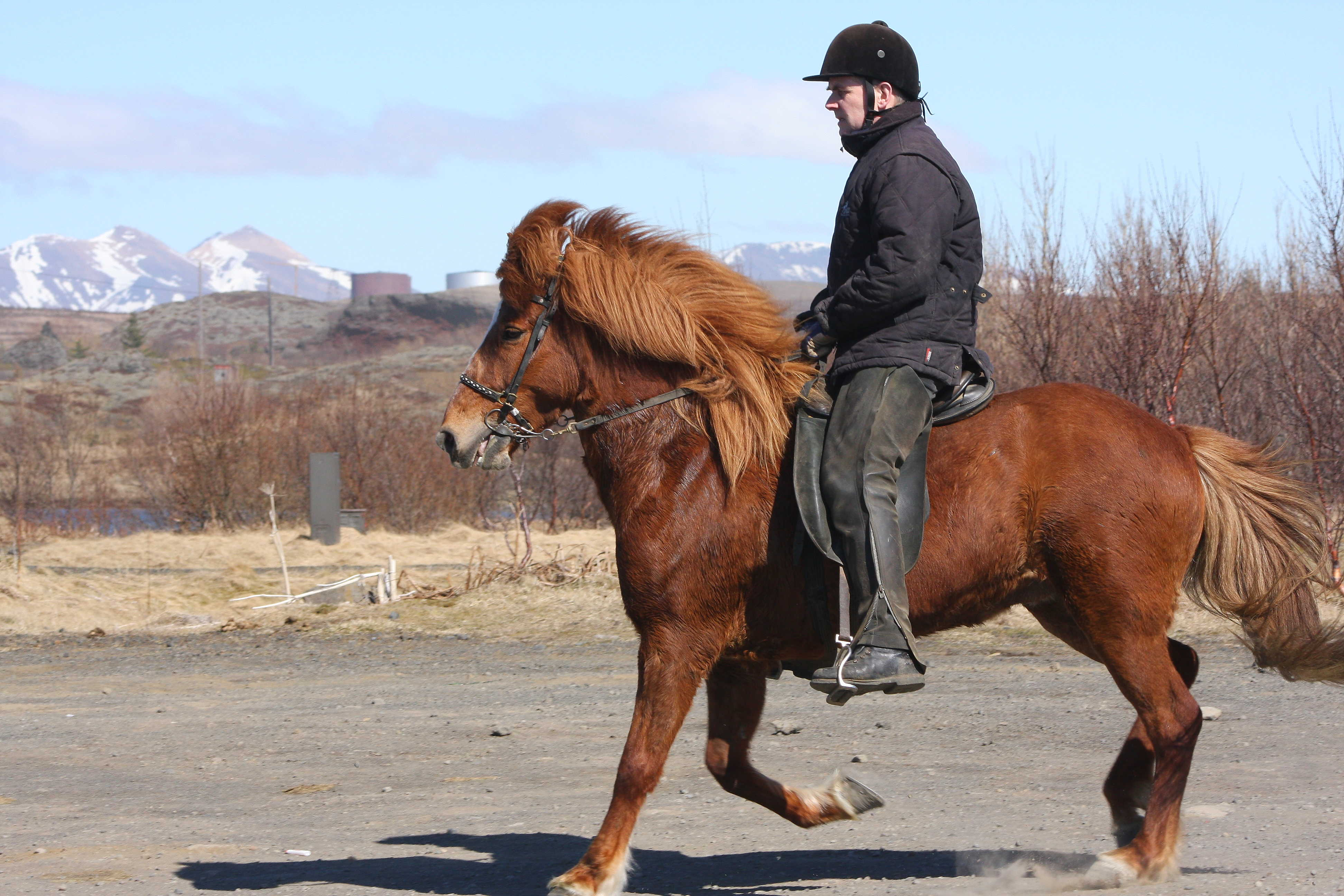